# 名古屋市立比良西小学校
名古屋市立比良西小学校（なごやしりつ ひらにししょうがっこう）は、愛知県名古屋市西区玉池町にある公立小学校。

## 歴史

### 児童数の変遷
『愛知県小中学校誌』（2018年）によると、児童数の変遷は以下の通りである。
| 1977年（昭和52年） | 691人 |  |
| 1987年（昭和62年） | 441人 |  |
| 1997年（平成9年）  | 285人 |  |
| 2007年（平成19年） | 433人 |  |
| 2017年（平成29年） | 336人 |  |

### 沿革
- 1977年（昭和52年）4月1日 - 名古屋市立比良小学校学区の西半分を分離独立し、山田町大字比良字玉塚3287-2において名古屋市立比良西小学校として設立される[2]。校地については、名古屋市比良土地区画整理組合の区画整理事業により確保された[3]。
- 1981年（昭和56年）1月11日 - 学校周辺が玉池町に編入される[4]。

## 通学区域
所管する名古屋市教育委員会は、2019年（令和元年）9月1日現在、名古屋市西区のうち、清里町・砂原町・玉池町・花原町の全域を通学区域として指定している。
また、卒業後の進学先は名古屋市立山田東中学校となっている。

## 周辺
- 新川
- 山崎製パン名古屋工場

## アクセス
- 名古屋市営地下鉄鶴舞線・名鉄犬山線上小田井駅から徒歩20分

### WEB
1. 1 2  名古屋市教育委員会事務局総務部企画経理課企画統計係 (2018年9月18日). “西区の小・中学校一覧”.   名古屋市. 2019年8月3日閲覧。
2. ↑  名古屋市教育委員会事務局総務部教育環境計画室計画係 (2019年9月1日). “名古屋市立小・中学校の通学区域一覧（西区）” (PDF).   名古屋市. 2020年4月11日閲覧。
3. ↑  名古屋市教育委員会事務局総務部教育環境計画室計画係 (2019年4月1日). “名古屋市立中学校区一覧（小→中）” (PDF).   名古屋市. 2020年4月11日閲覧。

### 書籍
1. ↑  六三制教育七十周年記念 愛知県小中学校誌 合同記念誌編集特別委員会 2018, p. 190.
2. ↑  西区制70周年記念誌編纂委員会 1978, p. 245.
3. ↑  名古屋市計画局区画整理課 1983, p. 201.
4. ↑  名古屋市計画局 1992, p. 765.